# Sanga (rameau)
Le rameau sanga est un rameau bovin africain. Il regroupe de nombreuses races d'origine voisine. Le mot sanga (ሰንጋ) provient de l’oromo et signifie « taureau ».

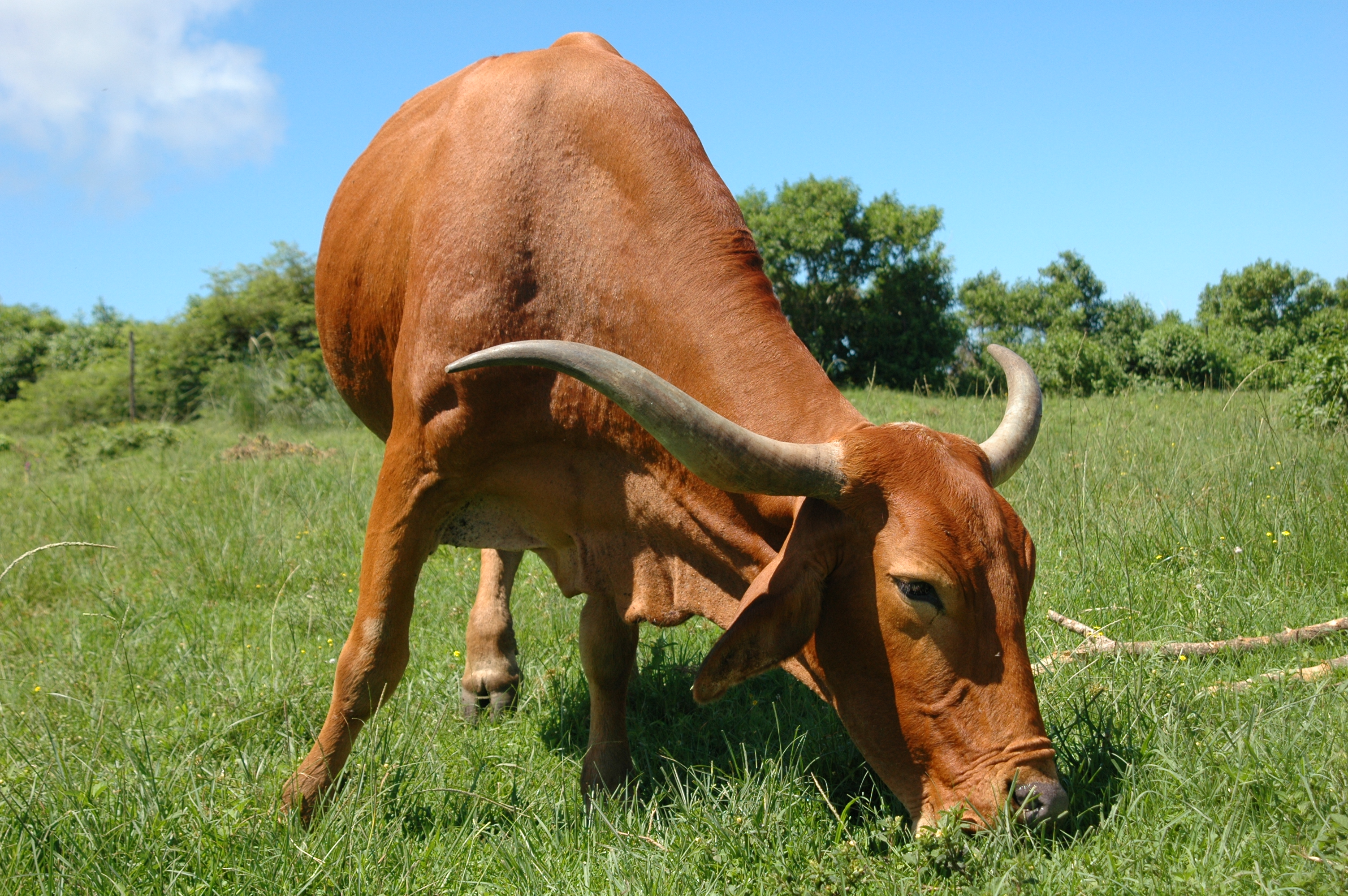
Vache de type sanga

## Origine
Il s'agit d'un rameau originaire du nord de l'Afrique et qu'on ne trouve plus guère aujourd'hui que dans l'est et le sud.
Diverses théories essaient de transcrire son histoire :
- Création ancienne (3 à 4000 ans) par croisement entre populations autochtones d'Afrique de l'est: zébus, bétail à longue cornes et courtes cornes. (Payne et Wilson, 1999 et Henri Lhote, L'Extraordinaire aventure des Peuls[2])
- Migration dans toute l'Afrique saharienne au Ier millénaire av. J.-C. d'un zébu venu d'Égypte (théorie fondée sur les recherches archéologiques de Muzzolini, 2000). Ce zébu aurait lentement diffusé ses gènes au fil des croisements, donnant avec le bétail à longues cornes autochtone le rameau Sanga.
- Croisement plus tardif de bovins autochtones africains et de zébus indo-pakistanais amenés dans la corne de l'Afrique par les Arabes (Éthiopie, Somalie). Cette thèse est appuyée par des recherches sur la génétique moléculaire; (Hanotte et autres, 2002) elle montre une diffusion rapide des gènes de zébus dans les populations autochtones.

À partir de là, l'histoire est moins sujette à interprétation. Cette branche de bovin domestiquée est tellement bien adaptée aux biotopes africains de type savane qu'elle a progressivement été élevée dans toutes les régions où elle apparait, du Soudan à l'Afrique du Sud.
En 1887, des religieux italiens introduisent du bétail italien en Érythrée dans le but d'améliorer le bétail local avec des races italiennes plus productives. Avec eux, ils introduisent la peste bovine. Cette grave épidémie décime le cheptel dans toute l'Afrique centrale. Un repeuplement avec des zébus de la péninsule indienne va profondément modifier le bétail local, au point qu'on y parle aujourd'hui du rameau zenga, contraction de zébu et sanga.

## Aujourd'hui
Actuellement, on trouve les races du rameau Sanga essentielle en Afrique australe et est-saharienne, dans des régions où le bétail a été épargné par l'épidémie de peste. En Afrique australe, la menace a un temps pris une autre forme, le métissage. En effet, les britanniques ont introduit très tôt leur bétail afin d'y reproduire le mode de vie européen. Les Afrikaners, descendants des colons hollandais séparés politiquement de leur patrie d'origine, ont plus tiré profit des ressources de l'agriculture locale. Ce sont eux qui ont les premiers sélectionné les espèces bovines autochtones dans le but d'en améliorer la productivité.
Aujourd'hui, ces races font l'objet de programmes :
- de sélection pour améliorer la productivité intrinsèque de ces races.
- de croisement avec les races européennes pour créer des individus F1 très productifs.
- de préservation pour les plus menacées.

## Morphologie
Ces races ont en commun une grande capacité à supporter la rudesse du climat tropical sec. Elles ont une bosse sur le garrot permettant de stocker de la graisse, utilisable pour supporter les périodes de "vaches maigres". Elles ont aussi un système digestif apte à utiliser tous les végétaux présents dans ces régions. Là où du bétail européen maigrit, ces races prospèrent. Leurs sabots et leurs pattes sont taillés pour la marche vers pâturages et points d'eau. Elles n'ont pas besoin de boire tous les jours.

## Races apparentées

### Races d'afrique australe
- En Afrique du Sud : afrikaner, bonsmara, drakensberg, nguni, sanganer, touli
- Dans les pays limitrophes : barotse, tswana...